# 歐洲歌唱大賽
歐洲歌唱大賽（英語：Eurovision Song Contest）是歐洲廣播聯盟（EBU）主辦的一項歌唱比賽，自1956年開始舉辦，是世界上已知最大的歌唱类比赛。在2024年歐洲歌唱大賽中，出赛的国家和地区共37个。
比賽中每個國家派出一個歌手或一個樂團演唱一首自選的歌曲，之後觀眾透過電話、或網絡投選最喜歡的歌手，再統計各國的票數間接選出優勝者。而勝出者所代表的國家自動成為下年赛事的東道主。
在過去67屆比賽，愛爾蘭代表（1970、1980、1987、1992、1993、1994、1996年）和瑞典代表（1974、1984、1991、1999、2012、2015、2023年）各勝出了7次，是各國之冠，而愛爾蘭是唯一完成三连冠（1992、1993、1994年）的国家。西班牙（1968、1969年）、盧森堡（1972、1973年）、以色列（1978、1979年）則是仅有的三个曾经蝉联过冠军的國家。英国、法國、荷兰和盧森堡代表各勝出了5次並列第二。在歷屆優勝者中，法蘭絲·蓋兒（1965年）、ABBA（1974年）和席琳·狄翁（1988年）成了國際知名的巨星。

## 起源
在二十世纪50年代，正值欧洲战后重建，坐落于瑞士的歐洲廣播聯盟（EBU），成立了一个特别委员会，目的是為了研討一個能使EBU的成員國聚在一起且“既輕鬆又有娛樂性”的活動。在1955年1月于摩納哥举行的一次委员会议中，瑞士电视广播总干事兼委员会主席Marcel Bezençon设想出了以一种电视节目形式播出由各国共同参与一场国际歌唱大赛的点子，节目同步覆盖所有联盟成员国。这个赛事基于一直在意大利举办的圣雷莫音乐节，并且被认为是对直播电视节目的一个技术革新试验：在那时候，它是在广域国际网络中把许多国家聚集在一起的一个颇具野心的计划，那时候卫星电视还不存在。
第一届大赛在1956年5月24日于瑞士卢加诺的市区举行，七个国家参加了比赛，每个国家呈交两首歌曲，一共14首。这是唯一一届每个国家表演超过一首歌曲的比赛：从1957年开始历届大赛仅允许每个国家表演一首歌曲。1956年大赛中举办国瑞士赢得冠军。
多年来，大赛本身及其各个官方标志版本的名称发生了变化。第一场比赛以法语“Grand Prix Eurovision de la Chanson Européenne”与英语“Eurovision Song Contest Grand Prix”命名，而在每个播出国家使用其对应语言的类似变体。从1968年起，大赛将其英文名称中的“Grand Prix”删除，并将其法语名称改为“Concours Eurovision de la Chanson”，于1973年首次使用。大赛的官方品牌指南规定大赛名称的翻译可以依据参赛国家的民族传统和品牌认知度而使用，但官方名称 “Eurovision Song Contest” 始终为首选；大赛通常以其英文简称“Eurovision”以及在其内部文件中的缩写“ESC”被称呼。
仅有四次比赛的官方标志使用的名称不是英文或法文：1965年和1991年在意大利的比赛分别使用了意大利语名称 “Gran Premio Eurovisione della Canzone” 以及 “Concorso Eurovisione della Canzone”；1976年和1980年在荷兰的比赛使用了荷兰语名称 “Eurovisiesongfestival”。

## 參賽國家

歐洲廣播地區。按照規定只有位於該地區以內，或是歐洲理事會加盟國的廣播台和電視台才能參加歐洲歌唱大賽。

1956年以來的參加狀況:
至少參加過一次的國家
有資格參加，但從未參加過的國家
在參加時是另一國的一部分，但獨立後從未參加過的國家
原計畫參加，但後來又撤回的國家

以下是首度參加國家的年份一覽表：
| 初出場年次 | 國家                                                             |
| ---------- | ---------------------------------------------------------------- |
| 1956年     | 比利时、 法國、 德国a、 義大利、 盧森堡、 荷蘭、 瑞士            |
| 1957年     | 奥地利、 丹麦、 英国                                             |
| 1958年     | 瑞典                                                             |
| 1959年     | 摩納哥                                                           |
| 1960年     | 挪威                                                             |
| 1961年     | 芬兰、 西班牙、 南斯拉夫b                                        |
| 1964年     | 葡萄牙                                                           |
| 1965年     | 愛爾蘭                                                           |
| 1971年     | 馬爾他                                                           |
| 1973年     | 以色列                                                           |
| 1974年     | 希腊                                                             |
| 1975年     | 土耳其                                                           |
| 1980年     | 摩洛哥                                                           |
| 1981年     | 賽普勒斯                                                         |
| 1986年     | 冰島                                                             |
| 1993年     | 、 斯洛維尼亞                                                    |
| 1994年     | 爱沙尼亚、 匈牙利、 立陶宛、 波蘭、 羅馬尼亞、 俄羅斯、 斯洛伐克 |
| 1998年     | 北馬其頓                                                         |
| 2000年     | 拉脫維亞                                                         |
| 2003年     | 乌克兰                                                           |
| 2004年     | 阿尔巴尼亚、 安道尔、 白俄羅斯、 塞爾維亞與蒙特內哥羅            |
| 2005年     | 保加利亚、 摩尔多瓦                                              |
| 2006年     | 亞美尼亞                                                         |
| 2007年     | 捷克、 蒙特內哥羅、 塞爾維亞                                     |
| 2008年     | 、 圣马力诺                                                      |
| 2015年     |                                                                  |

a) 在1990年兩德統一前，由西德（德意志聯邦共和國）代表德國參賽，而東德（德意志民主共和國）从未參與歐洲歌唱大賽。
b) 在1991年前，由南斯拉夫社會主義聯邦共和國代表南斯拉夫参赛，而在1992年起改為南斯拉夫聯盟共和國代表。另外在1991至1992年間，南斯拉夫解散為五個獨立國家，分別為波士尼亞與赫塞哥維納、克羅埃西亞、斯洛維尼亞、馬其頓共和國（2019年更名为北马其顿共和国）及南斯拉夫聯盟共和國（2003年更名为塞爾維亞與蒙特內哥羅），而後蒙特內哥羅與塞爾維亞於2006年正式分裂成塞爾維亞及蒙特內哥羅兩個獨立的國家。
c) 2015年，澳大利亚以“特殊参赛国”的身份参加本届欧洲歌唱大赛。作为欧洲歌唱大赛超过30年的欧洲以外最大的转播国，澳大利亚成为参加欧洲歌唱大赛的首个非欧洲国家。欧洲广播联盟还宣布，澳大利亚将直接参加第60届“欧歌赛”的决赛，并且享有在两场预赛均可投票的特权。如果澳大利亚赢下该届欧洲歌唱大赛，澳大利亚的转播电视台SBS将制作并继续参加2016年欧洲歌唱大赛，但是，不会在澳大利亚本国举办，而是由SBS任选一个欧洲城市举办，并与该国的欧洲广播联盟会员单位联办；如澳大利亚不能夺冠，则取消其参加下届欧洲歌唱大赛资格。但是，2015年11月，欧洲广播联盟和瑞典电视台决定保留澳大利亚的参赛资格。

## 基本规则
每一年度的欧洲歌唱大赛（以下简称“欧歌赛”）在上年度的冠军所在国家举行，随后由当年度东道国在前一年比赛结束后（一般是两个月内）推选当年度欧歌赛的城市、举办地。上年度年底前各个欧洲广播联盟（EBU）的成员必须在上年度（一般是）11月前表态是否参加当年度的欧洲歌唱大赛，当年度一月份举行抽签（种子队、东道主免于抽签，进入决赛），同时决定六个（某些年度当“種子五国”之一是东道主时，这个数字是五个）种子队该在何场次半决赛投票。
所演唱的歌曲语言不设限，但必须是一年内（自上年度欧洲歌唱大赛后到本年度欧洲歌唱大赛该国选拔赛前）创作的新歌曲。歌手必须年满十六周岁，不允许翻唱其他歌手的作品，不允许假唱，亦即伴奏中不能使用人声或类似人声的声音。
不允许超过6名歌手（包括和声演员等）同时演唱，不允许有动物参演。歌曲长度（包括所有伴奏）不允许超过三分钟。歌手也不允許使用具有政治含義的歌曲作為參賽歌曲（例如2021年白俄羅斯代表歌曲〈我會好好教導你〉）。

### 半决赛
欧洲歌唱大赛自2004年起才开始举行半决赛。以下以2014年欧歌赛为例说明。半决赛（有些媒体称为“预赛”）共分两场，隔天进行。每场比赛结束后，本场比赛参与投票的十六个（第二场是十五个）国家和地区的电视观众进行公投（通过官方提供的手机短信、电话、APP等多种方式）投票。主持人任意顺序宣布单场排名前十位的歌曲进入决赛，后几位将被淘汰。
公投方式见下文“公投、成绩及名次”。

### 决赛
决赛在半决赛结束后两天举行。所有26个代表队将分别演唱各自代表队在半决赛上演唱过的歌曲（种子队除外），随后进行公投。决赛中，可以参与公投的国家为参与本届欧歌赛的所有国家和地区。每个国家派一名代表在该国宣布投票结果。

### 投票、成绩及名次
所有演唱结束后，所在国（有权投票的）观众可通过手机短信、电话、手机应用等多种方式投票选择本场欧歌赛的优秀歌曲。投票结束后，各国将宣布公投结果。按照2016年新的欧歌赛规则，各国的专家顾问和民众分别进行评分、投票。专家顾问评分结果由各国开票人员宣布，而民众投票结果则在统一计算后由主持人公布统计结果。
投票实行回避原则，即一国观众、专家顾问不能给本国的歌曲投票、评分。
按照2016年欧歌赛规则，分数与排名对应关系如下：
| 排名   | 分數 |
| ------ | ---- |
| 第一名 | 12分 |
| 第二名 | 10分 |
| 第三名 | 8分  |
| 第四名 | 7分  |
| 第五名 | 6分  |
| 第六名 | 5分  |
| 第七名 | 4分  |
| 第八名 | 3分  |
| 第九名 | 2分  |
| 第十名 | 1分  |

专家顾问评分结束后，该国的一名开票人员将宣布该国投票结果。以法语为官方语言（或官方语言之一）的比利时、法国、瑞士等国家以法语宣布结果，主持人以英語複誦結果；其他国家以英语宣布结果，主持人以法語複誦結果。
总分最高者为本年度冠军。如果多个国家或地区总分相同，得到前十评价的国家的数量更多的参赛者列前；得分来自的国家数量相同时，获得第一名多者列前；第一名数量相同时，获得第二名多者列前，以此类推。

## 现象

### “地方性”投票
长期以来，欧洲歌唱大赛出现了“地方性”的投票现象。“地方性”投票包括以下几个区域：
- 伊比利亚半岛及其邻近国家： 安道尔、 西班牙和 葡萄牙
- 前华约国家：  波蘭、 白俄羅斯、 乌克兰、 俄羅斯、 、 和 摩尔多瓦
- 北欧国家： 冰島、 挪威、 瑞典、 芬兰和 丹麦
- 前南斯拉夫国家： 塞爾維亞、 、 斯洛維尼亞、 蒙特內哥羅、 北馬其頓和
- 波罗的海沿岸国家： 爱沙尼亚、 拉脫維亞、 立陶宛
- 巴尔干半岛国家： 阿尔巴尼亚、 北馬其頓
- 前義大利文化圈： 阿尔巴尼亚、 義大利、 馬爾他
- 高加索地區:  → 亞美尼亞 ； 亞美尼亞→ ； →
- 拥有共同官方语言的国家（不完全记录）：
  - 荷兰语区国家： 比利时、 荷蘭
  - 英语区国家： 爱尔兰、 英国、  馬爾他
  - 希腊语区国家： 賽普勒斯、 希腊
  - 罗马尼亚语国家： 羅馬尼亞、 摩尔多瓦
  - 突厥語系國家： 土耳其、

这些地区国家几乎都会给本区域国家以絕對高分，原因是该国普遍对本地区各个国家的音乐有所了解，但政治亦是主要因素之一。

### LGBT文化
1990年代以後，越來越多的LGBT歌手登上歐洲歌唱大賽的舞台，尤其是在達娜國際與孔奇塔獲勝以後，歐洲歌唱大賽被視為著名的gay友好活動，近年更是被稱為「gay奧林匹克」或是「gay世界盃」。2014年比賽中，現場觀眾曾在剛通過禁止宣傳LGBT法案的俄羅斯的選手演唱或者發表該國得分時發出噓聲，而衛報報道稱匈牙利政府方面因認為該比賽「過於gay」而決定在2020年退出比賽。

## 歷屆大賽
| 屆次 | 年份  | 主辦國家 | 主辦城市   | 該屆冠軍國家 | 冠軍得分 | 該屆亞軍國家         | 冠亞軍 得分差距 |
| ---- | ----- | -------- | ---------- | ------------ | -------- | -------------------- | --------------- |
| 1    | 1956  | 瑞士     | 盧加諾     | 瑞士1        | 不適用   | 荷蘭                 | 不適用          |
| 2    | 1957  | 德国     | 法蘭克福   | 荷蘭         | 31       | 法國                 | 14              |
| 3    | 1958  | 荷蘭     | 希爾弗瑟姆 | 法國         | 27       | 瑞士                 | 3               |
| 4    | 1959  | 法國     | 坎城       | 荷蘭         | 21       | 英国                 | 5               |
| 5    | 1960  | 英国     | 倫敦       | 法國         | 32       | 英国                 | 7               |
| 6    | 1961  | 法國     | 坎城       | 盧森堡       | 31       | 英国                 | 6               |
| 7    | 1962  | 盧森堡   | 盧森堡市   | 法國         | 26       | 摩納哥               | 13              |
| 8    | 1963  | 英国     | 倫敦       | 丹麦         | 42       | 瑞士                 | 2               |
| 9    | 1964  | 丹麦     | 哥本哈根   | 義大利       | 49       | 英国                 | 32              |
| 10   | 1965  | 義大利   | 那不勒斯   | 盧森堡       | 32       | 英国                 | 6               |
| 11   | 1966  | 盧森堡   | 盧森堡市   | 奥地利       | 31       | 瑞典                 | 15              |
| 12   | 1967  | 奥地利   | 維也納     | 英国         | 47       | 愛爾蘭               | 25              |
| 13   | 1968  | 英国     | 倫敦       | 西班牙       | 29       | 英国                 | 1               |
| 14   | 1969  | 西班牙   | 馬德里     | 法國         | 18       | 瑞士                 | 5               |
| 14   | 1969  | 西班牙   | 馬德里     | 荷蘭         | 18       | 瑞士                 | 5               |
| 14   | 1969  | 西班牙   | 馬德里     | 英国         | 18       | 瑞士                 | 5               |
| 14   | 1969  | 西班牙   | 馬德里     | 西班牙       | 18       | 瑞士                 | 5               |
| 15   | 1970  | 荷蘭     | 阿姆斯特丹 | 愛爾蘭       | 32       | 英国                 | 6               |
| 16   | 1971  | 爱尔兰   | 都柏林     | 摩納哥       | 128      | 西班牙               | 12              |
| 17   | 1972  | 英国     | 愛丁堡     | 盧森堡       | 128      | 英国                 | 14              |
| 18   | 1973  | 盧森堡   | 盧森堡市   | 盧森堡       | 129      | 西班牙               | 4               |
| 19   | 1974  | 英国     | 布萊頓     | 瑞典         | 24       | 義大利               | 6               |
| 20   | 1975  | 瑞典     | 斯德哥爾摩 | 荷蘭         | 152      | 英国                 | 14              |
| 21   | 1976  | 荷蘭     | 海牙       | 英国         | 164      | 法國                 | 17              |
| 22   | 1977  | 英国     | 倫敦       | 法國         | 136      | 英国                 | 15              |
| 23   | 1978  | 法國     | 巴黎       | 以色列       | 157      | 比利时               | 32              |
| 24   | 1979  | 以色列   | 耶路撒冷   | 以色列       | 125      | 西班牙               | 9               |
| 25   | 1980  | 荷蘭     | 海牙       | 愛爾蘭       | 143      | 德国                 | 15              |
| 26   | 1981  | 爱尔兰   | 都柏林     | 英国         | 136      | 德国                 | 4               |
| 27   | 1982  | 英国     | 哈洛格特   | 德国         | 161      | 以色列               | 61              |
| 28   | 1983  | 德国     | 慕尼黑     | 盧森堡       | 142      | 以色列               | 6               |
| 29   | 1984  | 盧森堡   | 盧森堡市   | 瑞典         | 145      | 愛爾蘭               | 8               |
| 30   | 1985  | 瑞典     | 哥德堡     | 挪威         | 123      | 德国                 | 18              |
| 31   | 1986  | 挪威     | 卑爾根     | 比利时       | 176      | 瑞士                 | 36              |
| 32   | 1987  | 比利时   | 布魯塞爾   | 愛爾蘭       | 172      | 德国                 | 31              |
| 33   | 1988  | 爱尔兰   | 都柏林     | 瑞士         | 137      | 英国                 | 1               |
| 34   | 1989  | 瑞士     | 洛桑       | 南斯拉夫     | 137      | 英国                 | 7               |
| 35   | 1990  | 南斯拉夫 | 薩格勒布   | 義大利       | 149      | 法國                 | 17              |
| 35   | 1990  | 南斯拉夫 | 薩格勒布   | 義大利       | 149      | 愛爾蘭               | 17              |
| 36   | 1991  | 義大利   | 羅馬       | 瑞典2        | 146      | 法國                 | 0               |
| 37   | 1992  | 瑞典     | 马尔默     | 愛爾蘭       | 155      | 英国                 | 16              |
| 38   | 1993  | 爱尔兰   | 磨坊街鎮   | 愛爾蘭       | 187      | 英国                 | 23              |
| 39   | 1994  | 爱尔兰   | 都柏林     | 愛爾蘭       | 226      | 波蘭                 | 60              |
| 40   | 1995  | 爱尔兰   | 都柏林     | 挪威         | 148      | 西班牙               | 29              |
| 41   | 1996  | 挪威     | 奧斯陸     | 愛爾蘭       | 162      | 挪威                 | 48              |
| 42   | 1997  | 爱尔兰   | 都柏林     | 英国         | 227      | 愛爾蘭               | 70              |
| 43   | 1998  | 英国     | 伯明罕     | 以色列       | 172      | 英国                 | 6               |
| 44   | 1999  | 以色列   | 耶路撒冷   | 瑞典         | 163      | 冰島                 | 17              |
| 45   | 2000  | 瑞典     | 斯德哥爾摩 | 丹麦         | 195      | 俄羅斯               | 40              |
| 46   | 2001  | 丹麦     | 哥本哈根   | 爱沙尼亚     | 198      | 丹麦                 | 21              |
| 47   | 2002  | 爱沙尼亚 | 塔林       | 拉脫維亞     | 176      | 馬爾他               | 12              |
| 48   | 2003  | 拉脫維亞 | 里加       | 土耳其       | 167      | 比利时               | 2               |
| 49   | 2004  | 土耳其   | 伊斯坦堡   | 乌克兰       | 280      | 塞爾維亞與蒙特內哥羅 | 17              |
| 50   | 2005  | 乌克兰   | 基輔       | 希腊         | 230      | 馬爾他               | 38              |
| 51   | 2006  | 希腊     | 雅典       | 芬兰         | 292      | 俄羅斯               | 44              |
| 52   | 2007  | 芬兰     | 赫爾辛基   | 塞爾維亞     | 268      | 乌克兰               | 33              |
| 53   | 2008  | 塞爾維亞 | 貝爾格勒   | 俄羅斯       | 272      | 乌克兰               | 42              |
| 54   | 2009  | 俄羅斯   | 莫斯科     | 挪威         | 387      | 冰島                 | 169             |
| 55   | 2010  | 挪威     | 奧斯陸     | 德国         | 246      | 土耳其               | 76              |
| 56   | 2011  | 德国     | 杜塞道夫   |              | 221      | 義大利               | 32              |
| 57   | 2012  |          | 巴庫       | 瑞典         | 372      | 俄羅斯               | 113             |
| 58   | 2013  | 瑞典     | 马尔默     | 丹麦         | 281      |                      | 47              |
| 59   | 2014  | 丹麦     | 哥本哈根   | 奥地利       | 290      | 荷蘭                 | 52              |
| 60   | 2015  | 奥地利   | 維也納     | 瑞典         | 365      | 俄羅斯               | 62              |
| 61   | 2016  | 瑞典     | 斯德哥爾摩 | 乌克兰       | 534      |                      | 23              |
| 62   | 2017  | 乌克兰   | 基輔       | 葡萄牙       | 758      | 保加利亚             | 143             |
| 63   | 2018  | 葡萄牙   | 里斯本     | 以色列       | 529      | 賽普勒斯             | 93              |
| 64   | 2019  | 以色列   | 特拉维夫   | 荷蘭         | 498      | 義大利               | 27              |
| 取消 | 20203 | 荷蘭     | 鹿特丹     | 不適用       | 不適用   | 不適用               | 不適用          |
| 65   | 20213 | 荷蘭     | 鹿特丹     | 義大利       | 524      | 法國                 | 25              |
| 66   | 2022  | 義大利   | 都灵       | 乌克兰       | 631      | 英国                 | 165             |
| 67   | 20234 | 英国     | 利物浦     | 瑞典         | 583      | 芬兰                 | 57              |
| 68   | 2024  | 瑞典     | 马尔默     | 瑞士         | 591      |                      | 44              |
| 69   | 2025  | 瑞士     | 巴塞尔     | 奥地利       | 436      | 以色列               | 79              |

1.^1 除了公佈冠軍得主外，其餘資料皆未透露。
2.^2 同分後以得到最多的12分定奪名次，但雙方都各得四次；再以得10分的次數決定，瑞典獲得五次，而法國僅得兩次，因此瑞典為冠軍，法國為亞軍。
3.^3 因2019冠狀病毒病疫情影響而取消，並決定於2021年繼續在鹿特丹舉辦。
4.^4 因俄烏戰爭持續，大會決定2023年比賽從烏克蘭移師到2022年亞軍國家英國舉辦，並於2022年10月7日選定主辦城市為利物浦。

## 外部連結
- Eurovision Song Contest 官方網站 （页面存档备份，存于）
- Junior Eurovision Song Contest 官方網站 （页面存档备份，存于）
- Eurovision Song Contest History （页面存档备份，存于） (Entries & National Finals)